# Покошено поље
„Покошено поље“ је роман српског књижевника Бранимира Ћосића. Први пут је штампан у издању „Издавачког предузећа Геца Кон” 1933. Сматра се Ћосићевим најзрелијим и најбољим књижевним остварењем. Уједно је и његов последњи роман, пошто је умро 1934. у својој 30. години живота.
Главни протагониста је Ненад Бајкић, млади идеалиста, чија је концепција блиска јунацима претходна два Ћосићева романа, Димитрију из „Врзиног кола” и Срби из „Два царства”, с тиме што је Ненадова карактеризација и психолошка мотивација реалније заснована. Роман се састоји из два дела. Први део приповеда о Ненадовом одрастању у окупираном Београду за време Првог светског рата, док се у другом делу приповеда о његовом раду као новинару у новонасталој Југославији. Дело је написано у трећем лицу, реалистичким поступком и са снажним критичким освртом на друштвене неправде и неморалност елита.
Ћосић је дуго радио на роману, градећи га дисциплиновано, са пуном свешћу о природи и захтевима романескног жанра. Од 1927. писао је, такозвану, „Књигу рада“, у којој је прикупљао грађу, обликовао ликове и развијао идеје за будуће остварење. У њој се види како је дело полако уобличавано и како се основна романескна замисао мењала. Првобитни наслов је био „Освајач“, односно „Освајачи“, затим „Несрећници“, нешто касније „Кућа од карата“, и на крају „Покошено поље“. О пажњи и брижљивости аутора приликом писања овог романа сведочи и податак да је Ћосић поједине ликове, пре него што би их унео у свој рукопис, цртао, правио од картона, стављао у покрет и замишљао њихове гестове.

## Заплет романа
Роман се састоји из краћег пролога и два обимна средишња дела.
У прологу „Крај и почетак” читалац се упознаје са Ненадом Бајкићем, младићем који је оптужен за покушај убиства. Њега спроводе до иследника, са киме води дијалог. Када га врате у затвор, Бајкићу се чини да чује ударање лопте о бетон, што га подсећа на догађај из детињства када је добио своју прву лопту, што омогућава приповедачу да се врати у Бајкићеву прошлост, о којој ће се приповедати у првом и другом делу.
У првом делу „Читава једна младост” приповеда се о Бајкићевом детињству, од тренутка када је добио своју прву лопту. То је уједно и дан када је започео напад Аустроугарске на Србију. Аустроугарска војска гранатира Београд, те се Бајкић са својом породицом крије у склоништу. Бајкић живи са мајком Јасном, својом баком и два ујака, Жарком и Мићом. Ујаци се пријављују у добровољачку војску, а Ненад, са мајком и баком одлази у Ниш. У Нишу им стиже вест да је Мића погинуо. Након ширег продора непријатељске војске, Ненад са породицом покушава да отпутује дубље на југ. На том путу се изгубио, те присуствује страдању српских цивила, које убијају бугарски војници. Након што је успео да се поново састане са мајком, враћа се у окупирани Београд. Тамо се породица бори са немаштином и недостатком огрева. Ненад се спријатељује са Маријом, ћерком њихове станодавке. Њу околина презире јер је у љубавној вези са аустроугарским војником Фредијем. У међувремену, Ненаду умире бака, а сазнају и да је и Жарко погинуо. Такође, Марија умире на порођају. Ненад једину утеху проналази учећи у школи, иако се ова окупаторска школа понаша лоше према својим ученицама. Први део се завршава ослобађањем Београда и говором о уједињену Југославије. На том догађају Ненад добија шамар од Шуњевића, човека који је сарађивао са окупатором и прогањао његову мајку, а који је сада у новим околностима наједном постао велики патриота.
Други део, који носи наслов „Силе”, одиграва се неколико година након догађаја описаних у првом делу. Бајкић је постао новинар у дневним новинама „Штампа”. У виду приповедног поступка откривеног писма Бајкић сазнаје истину о свом оцу, за чију смрт се криви угледни политичар Деспотовић, који је уједно и власник новина где ради главни јунак. Новине убрзо добијају новог власника Сибина Мајсторовића, бескрупулозног београдског богаташа, који је своје богатство увећао малверзацијама за време Првог светског рата. У роман се као значајни ликови уводе и његова деца Александра и Миле. Александра је сањарка окренута уметности. Она гаји нежна осећања према Ненаду. Њен брат Миле је њезина сушта супротност. Лакомислен и без осећаја за одговорност, он заводи сиромашну девојку Станку, која је ћерка Андреје, новинара алкохоличара који, такође, ради у Штампи. Станка сазнаје да је трудна.
За новог уредника је постављен Бурмаз, а Бајкић је унапређен за секретара. Међутим, када схвати да не може да објављује вести које расветљавају бездушност богаташа блиских његовом власнику, напушта ту позицију. Уредник га поставља за репортера скупштинских заседања, а затим под његовим именом штампа лажни текст о Деспотовићевим малверзацијама везаних за ратну одштету, који изазива велику буру у јавности. Не би ли га склонио из престонице, Бурмаз шаље Ненада у унутрашњост Србије. Тамо се сусреће са бедом и понижењем сељака од стране елите. Бесан враћа се у Београд, где покушава да безуспешно узбуди јавност. Последња кап која прелива чашу јесте сазнање да је Станка извршила самоубиство, јер је Миле успео да јој смести лажну аферу, која је имала за циљ да је представи као проститутку, што би ослободило Милета обавеза очинства. Ненад узима пиштољ и пуца у Милета и Бурмаза, али не убија ниједног, већ их рањава.